# Uberaba
Uberaba je město v regionu Triângulo Mineiro brazilském státě Minas Gerais. V roce 1975 mělo 160 000 obyvatel. Na počátku 21. století počet obyvatel města překročil 300 tisíc. Je to významné centrum průmyslu, ať už potravinářského, stavebního, či dopravy. Je to rovněž významná křižovatka cest.
Město se rozkládá v nadmořské výšce kolem 823 metrů. Původní osadu založil v roce 1809 Antônio Eustáquio da Silva e Oliveira.